# Муратова, Елена Игоревна
Елена Игоревна Муратова (род. 12 декабря 1986 года в Кировске) — российская фристайлистка, выступавшая в могуле, мастер спорта России международного класса. Участница Олимпийских игр 2014 года в Сочи, многократная призёрка этапов Кубка Европы, чемпионка России.
На всероссийских соревнованиях в разные годы выступала за Мурманскую область, Москву, Чувашию.

## Результаты

### Зимние Олимпийские игры
- Сочи 2014 — 21-е место (могул)

### Чемпионаты мира
- Рука 2005: 17-е место (параллельный могул) и 22-е место (могул)
- Восс 2013: 13-е место (параллельный могул) и 20-е место (могул)